# Estadi Olímpic Grande Torino
L'Estadi Olímpic Grande Torino, prèviament Estadi Olímpic de Torí, és un estadi de futbol situat a la ciutat de Torí. El propietari del camp és el Municipi de Torí, i el Torino Football Club hi juga els seus partits com a local. El nom fa referència al gran equip del Torino dels anys 1940s.
La seva capacitat aproximada és de 35.000 espectadors.
Va ser inaugurat per primera vegada el 1933 amb motiu de la Copa del Món de Futbol de 1934 amb el nom original de Stadio Municipale Benito Mussolini. Més tard fou conegut com Stadio Municipale i Stadio Comunale de Torí. Fins a la dècada de 1990 hi jugaven la Juventus FC i el Torino FC, però l'any 1990 fou abandonat en favor de l'Stadio delle Alpi. Setze anys més tard fou remodelat per a ser utilitzat per a la realització dels Jocs Olímpics d'Hivern de 2006 realitzats a Torí. Fou rebatejat com Stadio Olimpico.

## Referències

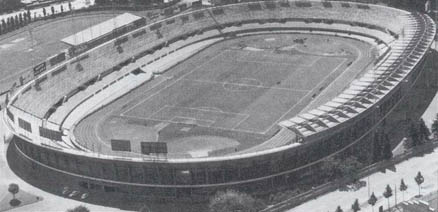
L'estadi als anys 1930s.

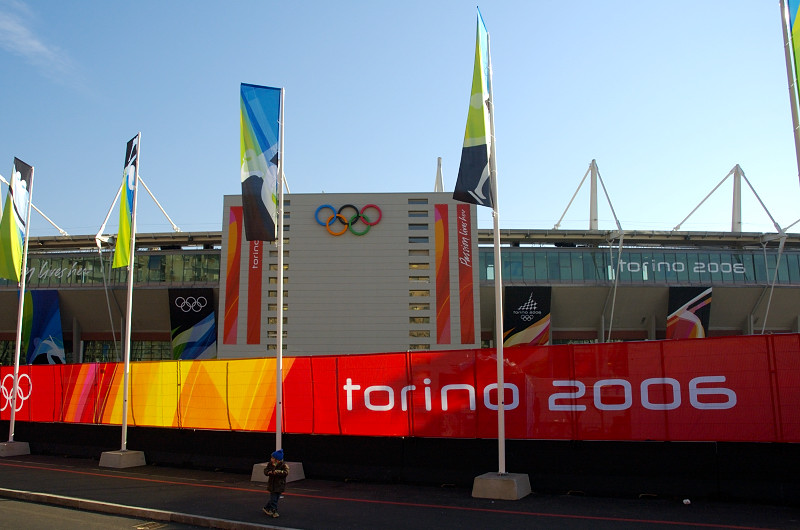
L'estadi durant els Jocs Olímpics de 2006.

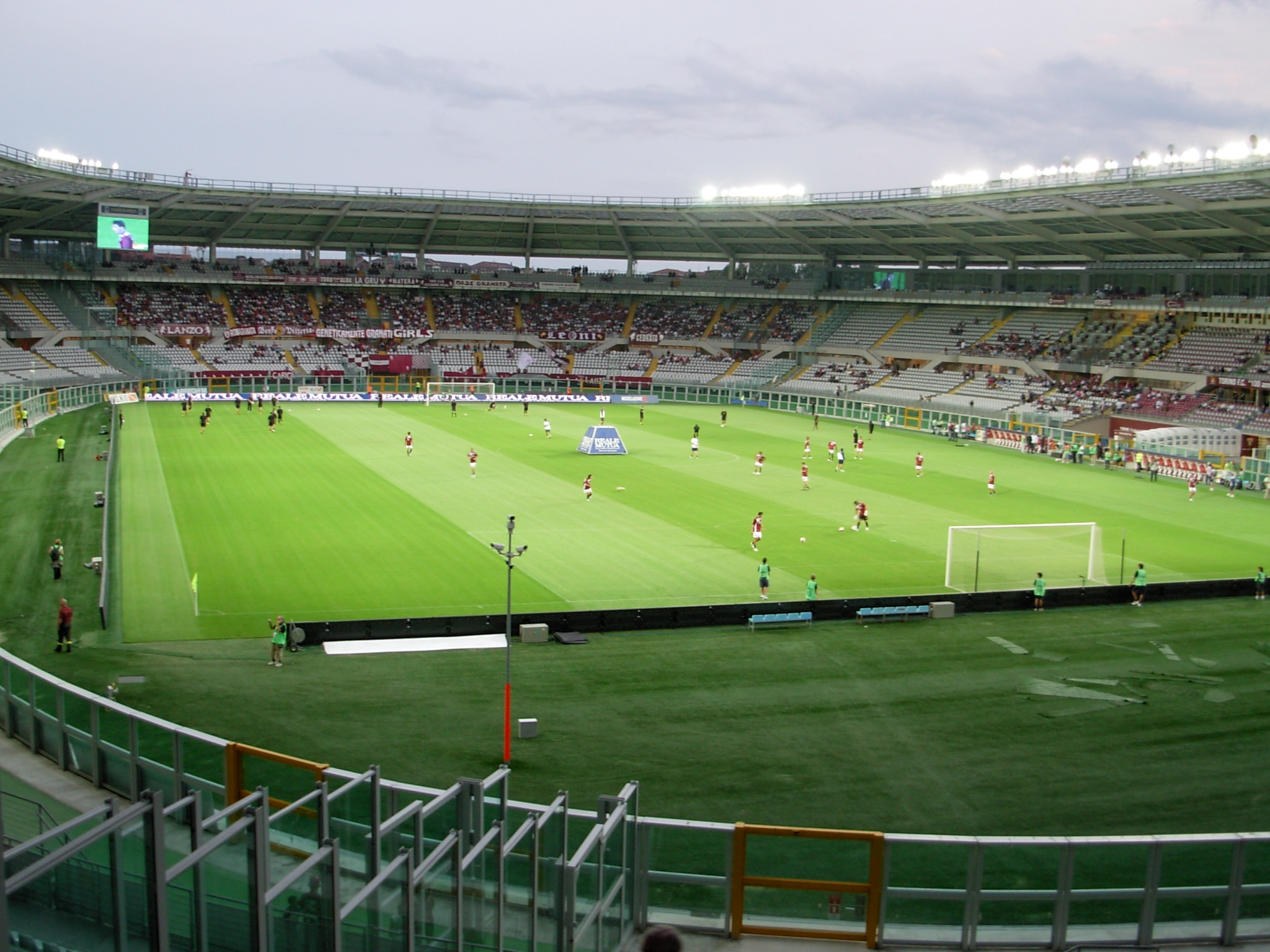
Partit del Torino el 2007.